# 半田あい
半田 あい（はんだ　あい、1981年2月25日 - ）は、日本のタレント、フリーアナウンサー。
身長は158cm。資格は、介護福祉士（国家資格）、社会福祉主事、普通自動車免許、MOUS一般。水泳、バレーボール、書道、音楽鑑賞、歌、エジプト料理。
祖父は洋画家の半田圭治。

## 経歴
東京都生まれ、エジプト（カイロ）、奈良県生駒市育ち。
生後まもなく、父親の仕事の関係でエジプトへ移り住む。
中学時代にボランティアを始め、高校時代より本格的に福祉を学ぶ。その後、介護福祉士の資格を取得し、重度障がい者の在宅介護に長年従事した。
東京アナウンスアカデミー放送タレント・DJプロ育成コース・アナウンスコース卒業。

## 人物
- 幼少期より歌うことが好きで、中学時代には合唱団・ソロの経験もある。高校時代からオーディションを受け、一時音楽出版社にて育成を受ける。
- ニックネームの「こてちゃん」は、ラジオ番組での募集にて決定。苗字から連想される”はんだごて”が溶接道具であること、番組アシスタントである半田が、メインパーソナリティの峰竜太とリスナーを繋ぐ役割という意味合いから名付けられた
- 番組冒頭に「こてちゃん、半田あいです」と言うのがお決まりの挨拶。

## 出演

### テレビ

#### 現在
- デイリーニュース台東／墨田（J:COM関東）キャスター
- ひらめきビットダービー（BS12・千葉テレビ）

#### 過去
- レースガイド（テレビ東京）
- ライオンズアワー（テレ玉）ライオンズナビゲーター
- LIONS CHANNEL（テレ玉）
- 第38回全国高等学校バレーボール選抜優勝大会埼玉県大会（テレ玉）レポーター
- 第86回全国高等学校ラグビーフットボール大会埼玉県大会開会式（テレ玉）アシスタント
- いきいき越谷（テレ玉）レポーター
- 川崎競馬場の舞台裏 今野忠成騎手に徹底密着!（グリーンチャンネル他）
- 南関東地方競馬中継（パーフェクト・チョイス120ch）キャスター
- 江東ワイドスクエア（東京ベイネットワーク）キャスター
- ハゲタカ（NHKドラマ）記者 役
- ウレスジ!（BS-TBS）MC
- おはよう健康体操（BS-TBS）アシスタント
- サンデー@ステーション アサBAN!（2012年4月 - 9月、BS-TBS）
- TOKYOインフォメーション（TOKYO MX）水～金曜担当
- ありがとッ!（tvk）「FANCLヨコハマなでしこ」レポーター
- YOKOSUKAほっとナビ（J:COM横浜・湘南）キャスター
- 夕なび湘南〜横浜（J:COM横浜・湘南）ＭＣ
- デイリーニュース湘南（J:COM横浜・湘南）キャスター
- 神奈川県高校野球ダイジェスト（神奈川CATV）

ほか

### ラジオ

#### 現在
- DeNA BAY SPORTS(ラジオ日本）
- ファンケル　ヨコハマなでしこ（FMヨコハマ）

#### 過去
- エキサイトKEIRIN（TBSラジオ）
- 文化放送ライオンズナイター（文化放送）菊池雄星専属レポーター（2010年）
- 峰竜太のミネスタ（ラジオ日本）アシスタント
- 東京マラソン　ランナーズリポーター（ラジオ日本）
- 箱根駅伝中継リポーター（ラジオ日本）大手町・芦ノ湖担当
- 女子流Giants!（ラジオ日本）メインパーソナリティ
- ジャイアンツナイター（ラジオ日本）スタジオMC

ほか

### CM
- サントリー
- 大塚化学ホールディングス「オロナミンCドリンク」
- エコットハワイウォーター（ナレーション）

ほか

### YouTube
- 石毛宏典TVアシスタント

### MC
- お台場冒険王2006フットサル"真夏の女王"決定戦場内MC
- MUSIC FESTIVAL SOUND OF UNIVERSE NEW MILLENNIUM COUNTDOWN 日本人アーティストインタビュー
- さいたま市農業祭場内アナウンス/レポーター

ほか